# Polizeimuseum Kaunas
Das Polizeimuseum Kaunas ist ein Polizeimuseum in der zweitgrößten litauischen Stadt Kaunas. Im Museum wird historisches Material über die Kaunasser und litauische Polizei ausgestellt. Das Museum wurde am 30. September 2002 eröffnet. Gründer des Museums ist die Unterabteilung Kaunas der litauischen Abteilung der International Police Association.
Adresse: Gedimino gatvė 8.

## Exponate
Zu den Ausstellungsstücken zählen verschiedene nationale Polizeiuniformen, Armaturen, Mützen, Helme, ein Zurückhaltungsstuhl der Ausnüchterungszelle Kaunas, Straf-Tools, Falschgeld, leere geschmuggelte Wodkaflaschen, Zeitungen, Dokumente, Symbole von kulturellen Veranstaltungen;  Gewinne sowie Medaillen, Diplome von Polizei-Sportwettkämpfen, Fotos von Verhafteten, Erfindungen der Gefangenen (zum Beispiel ein Stück Seife mit versteckter Spritze, in Zahnpasta gebaute Taschenmesser, in Schuhbänder genähte Ahle und eine Reihe anderer interessanten Dinge).
Es gibt Beamten-Werkzeuge, alte Telefone, Regler-Sticks, die ersten Funkkommunikationsgeräte und anderes. Auf dem Hof stehen mehrere Polizeifahrzeuge: ein Motorrad Ural (1978), Autos (GAZ, Barkas, UAZ, VAZ, RAF, produziert von 1986 bis 1992).